# بلدية موكيكاي
موكيكاي هي إحدى بلديات مقاطعة بوجومبورا الريفية في بوروندي.